# Annemarie Gerg
Pour les articles homonymes, voir Gerg.
Annemarie Gerg, née le 14 juin 1975 à Lenggries, est une ancienne skieuse alpine allemande, dont la spécialité sont les épreuves techniques (slalom, et slalom géant). Elle est cousine avec Hilde Gerg. Elle prit sa retraite le 12 septembre 2007 en raison d'une blessure persistante au genou.

## Coupe du Monde
- Meilleur classement final: 35e en 2006[3].
- 1 podium[4].